# Company (film, 2003)
Pour les articles ayant des titres homophones, voir Kompany et Compagnie.
Pour plus de détails, voir Fiche technique et Distribution.
Company (The Company) est un film américain réalisé par Robert Altman, sorti en 2003 aux États-Unis et en 2004 en France.

## Synopsis
Company traite de la vie d'une compagnie de danse, le Joffrey Ballet de Chicago, de ses différents spectacles et se focalise en particulier sur une danseuse, Ry.

## Autour du film
Le film est composé de brins d'histoires empruntées aux danseurs et chorégraphes actuels, ainsi qu'à la direction du Joffrey Ballet. La plupart des rôles sont joués par de vrais membres de la compagnie.
Neve Campbell était danseuse de ballet avant d'être actrice ; c'est elle qui est à l'origine du projet. Elle a suivi un entraînement de quelques mois pour se remettre dans le bain, puis a joint l'entraînement normal du Joffrey Ballet.

## Fiche technique
- Titre : Company
- Titre original : The Company
- Réalisation : Robert Altman
- Scénario : Barbara Turner (en) sur une histoire par Neve Campbell et Barbara Turner (en)
- Musique : Van Dyke Parks
- Production : Neve Campbell, Robert Altman, Joshua Astrachan pour Capitol Films et Killer Films
- Montage : Geraldine Peroni
- Directeur de la photographie : Andrew Dunn, B.S.C.
- Pays d'origine :  États-Unis
- Format : Couleurs - 2,35:1 - son Dolby numérique - 35 mm
- Genre : Drame et film musical
- Durée : 110 minutes
- Dates de sortie : 
  - États-Unis : 21 décembre 2003
  - France : 11 février 2004

## Distribution
- Neve Campbell (VF : Sylvie Jacob): Loretta Ryan « Ry »
- Malcolm McDowell (VF : Jean-Pierre Cassel) : Alberto Antonelli
- James Franco (VF : Emmanuel Garijo) : Josh
- Barbara Robertson : Harriet
- Robert Desrosiers (VF : Bernard Alane) : un chorégraphe
- Lar Lubovitch (VF : Raymond Acquaviva) : un chorégraphe
- Marilyn Dodds Frank (VF : Christine Delaroche) : le mère de Loretta
- Deborah Down (VF : Anne Canovas) : Deborah
- Susie Cusack (VF : Nathalie Karsenti) : Susie
- Sam Franke (VF : Rémi Bichet) : Frankie
- Marc Grapey (VF : Nicolas Marié) : Toast Master